# Antonio Gómez Cantero
Antonio Gómez Cantero (Quijas, 31 maggio 1956) è un vescovo cattolico spagnolo, dal 30 novembre 2021 vescovo di Almería.

## Biografia
Antonio Gómez Cantero è nato a Quijas il 31 maggio 1956.

### Formazione e ministero sacerdotale
Ha studiato nel seminario minore e poi in quello maggiore di Palencia presso il quale ha ottenuto il baccalaureato in teologia.
Il 17 maggio 1981 è stato ordinato presbitero per la diocesi di Palencia. In seguito è stato vicario parrocchiale della parrocchia di San Lazzaro e assistente ecclesiastico diocesano del movimento giovanile dell'Azione Cattolica dal 1982 al 1985, delegato diocesano per la pastorale giovanile e vocazionale dal 1983 al 1992 e formatore nel seminario maggiore dal 1985 al 1995. Nel 1992 è stato inviato a Parigi per studi. Nel 1996 ha conseguito la licenza in teologia sistematica e biblica presso l'Institut catholique di Parigi. In seguito è stato di nuovo delegato diocesano per la pastorale giovanile e vocazionale dal 1996 al 2001, consigliere internazionale del Movimento Internazionale di Pastorale dell'Infanzia (MIDADEN) nel 1992, vice-rettore e professore del seminario minore dal 1995 al 1996, rettore del seminario minore dal 1996 al 1998, rettore del seminario maggiore dal 1998 al 2001, amministratore del seminario maggiore e della casa sacerdotale dal 2001 al 2004, parroco della parrocchia di San Lorenzo dal 2004 al 2008, vicario generale e moderatore della curia dal 2008 al 2015, amministratore diocesano dall'8 maggio 2015 al 18 giugno 2016 e di nuovo vicario generale nel 2016.

### Ministero episcopale
Il 17 novembre 2016 papa Francesco lo ha nominato vescovo di Teruel e Albarracín. Ha ricevuto l'ordinazione episcopale il 21 gennaio 2017 nella cattedrale di Santa Maria di Mediavilla a Teruel dall'arcivescovo metropolita di Saragozza Vicente Jiménez Zamora, co-consacranti il cardinale Ricardo Blázquez Pérez, arcivescovo metropolita di Valladolid, e l'arcivescovo Manuel Monteiro de Castro, nunzio apostolico in Spagna e Andorra. Durante la stessa celebrazione ha preso possesso della diocesi.
L'8 gennaio 2021 papa Francesco lo ha nominato vescovo coadiutore di Almería. Il 13 marzo successivo ha preso possesso dell'ufficio. Il 30 novembre dello stesso anno è succeduto alla medesima sede.
In seno alla Conferenza episcopale spagnola è membro della commissione per le comunicazioni sociali dal marzo del 2020. In precedenza è stato membro della commissione per l'apostolato secolare dal marzo del 2017 al 2020.
Dall'ottobre del 2018 è assistente ecclesiastico nazionale dell'Azione Cattolica spagnola.

## Genealogia episcopale
La genealogia episcopale è:
- Cardinale Scipione Rebiba
- Cardinale Giulio Antonio Santori
- Cardinale Girolamo Bernerio, O.P.
- Arcivescovo Galeazzo Sanvitale
- Cardinale Ludovico Ludovisi
- Cardinale Luigi Caetani
- Cardinale Ulderico Carpegna
- Cardinale Paluzzo Paluzzi Altieri degli Albertoni
- Papa Benedetto XIII
- Papa Benedetto XIV
- Papa Clemente XIII
- Cardinale Marcantonio Colonna
- Cardinale Giacinto Sigismondo Gerdil, B.
- Cardinale Giulio Maria della Somaglia
- Cardinale Carlo Odescalchi, S.I.
- Cardinale Costantino Patrizi Naro
- Cardinale Lucido Maria Parocchi
- Papa Pio X
- Papa Benedetto XV
- Papa Pio XII
- Cardinale Eugène Tisserant
- Papa Paolo VI
- Cardinale Agostino Casaroli
- Cardinale Manuel Monteiro de Castro
- Arcivescovo Vicente Jiménez Zamora
- Vescovo Antonio Gómez Cantero